# الأشراف البحرية
قرية الأشراف البحرية هي إحدى القرى التابعة لمركز قنا في محافظة قنا في جمهورية مصر العربية. حسب إحصاءات سنة 2006، بلغ إجمالي السكان في الأشراف البحرية 5369 نسمة، منهم 2789 رجل و2580 امرأة.